# Юність (стадіон, Чернігів)
Стадіон «Юність» — футбольний стадіон у Чернігові. Є домашньою ареною для футбольних клубів «Юність» Чернігів та Юність-ШВСМ і належить спортивній молодіжній школі.

## Історія
Стадіон відкритий у 1975 році і розташований за 1,5 км від Стадіону імені Юрія Гагаріна, 2,5 км від Чернігів-Арени.
Низка відомих гравців розпочали грати у молодіжних академіях на цьому стадіоні, зокрема, Андрій Ярмоленко, Павло Полегенько, Владислав Шаповал, Павло Федосов, Олексій Хобленко та Ніка Січінава.
У 2015 році Андрій Ярмоленко та Сергій Березенко зіграли за команду Чернігів на честь відкриття нового футбольного поля.
У 2017 році розпочали роботи з реконструкції нового стадіону. На стадіоні зробили трибуни на 3000 місць, футбольне поле отримало штучне покриття, а легкоатлетичні доріжки були з гуми. Відремонтовано підвал, де розташовані медпункт, роздягальні та кімнати арбітрів. Реконструкція стадіону «Юність» коштувала 55 мільйонів гривень у 2019 році.
У 2019 році завершили будівництво стадіону «Юність» із дитячо-юнацькою школою Олімпійського футбольного заповідника «Юність», разом із сучасним спортивним майданчиком. Футбольне поле отримало високоякісне штучне покриття. Також є гумові легкоатлетичні доріжки, поле для міні-футболу, траса для стрибків у довжину, зручні трибуни для глядачів на 3 000 місць. Також було відремонтовано підвал, де розташовані медпункт, роздягальні та кімнати арбітрів.
У 2020 році Дмитро Адехіро створив фреску із зображенням Андрія Ярмоленка під час реконструкції будівлі Юнацької спортивної школи «Юність», поруч зі стадіоном.
Після обрання Володимира Зеленського Президентом України цей спортивний об'єкт включили до «Великого будівництва» і там розпочався додатковий етап реконструкції теплової модернізації самої будівлі. Спочатку, тут була проведена повна реконструкція підвалу стадіону, облаштовано футбольне поле зі штучним покриттям останнього покоління розміром 105×68 м та легкоатлетичні доріжки; встановлено електронне табло та криті стенди. Загалом використано 51 мільйон гривень, з яких: 44 мільйони гривень — кошти Державного фонду регіонального розвитку, а 7 млн гривень — кошти з місцевого бюджету. Щодо «Великого будівництва», за рахунок субвенції для соціально-економічного розвитку окремих напрямків у 2020 році було проведено капітальний ремонт спортивної школи загальною вартістю 4,1 мільйона гривень. Повністю замінено вікна та двері на енергозберігаючі, в спортивних залах встановлено нове освітлення, частково замінено підлогу, відремонтовано фасад та оздоблено двома фресками.
10 грудня 2020 року до Всесвітнього дня футболу відкрили спортивний комплекс спеціальної дитячо-юнацької школи та олімпійський резерв із футболу «Юність». Президент Української асоціації футболу, голова Комітету стратегічного розвитку футболу ЗСУ Андрій Павелко був присутній на церемонії відкриття, а також Анатолій Дем'яненко та Олег Протасов, голова Комітету з стратегічного розвитку футболу УАФ. Крім того, у спортивному комплексі тепер є Музей історії футболу Чернігівської області, де на стенді Андрій Ярмоленко теж зайняв помітне місце.

## Світлини

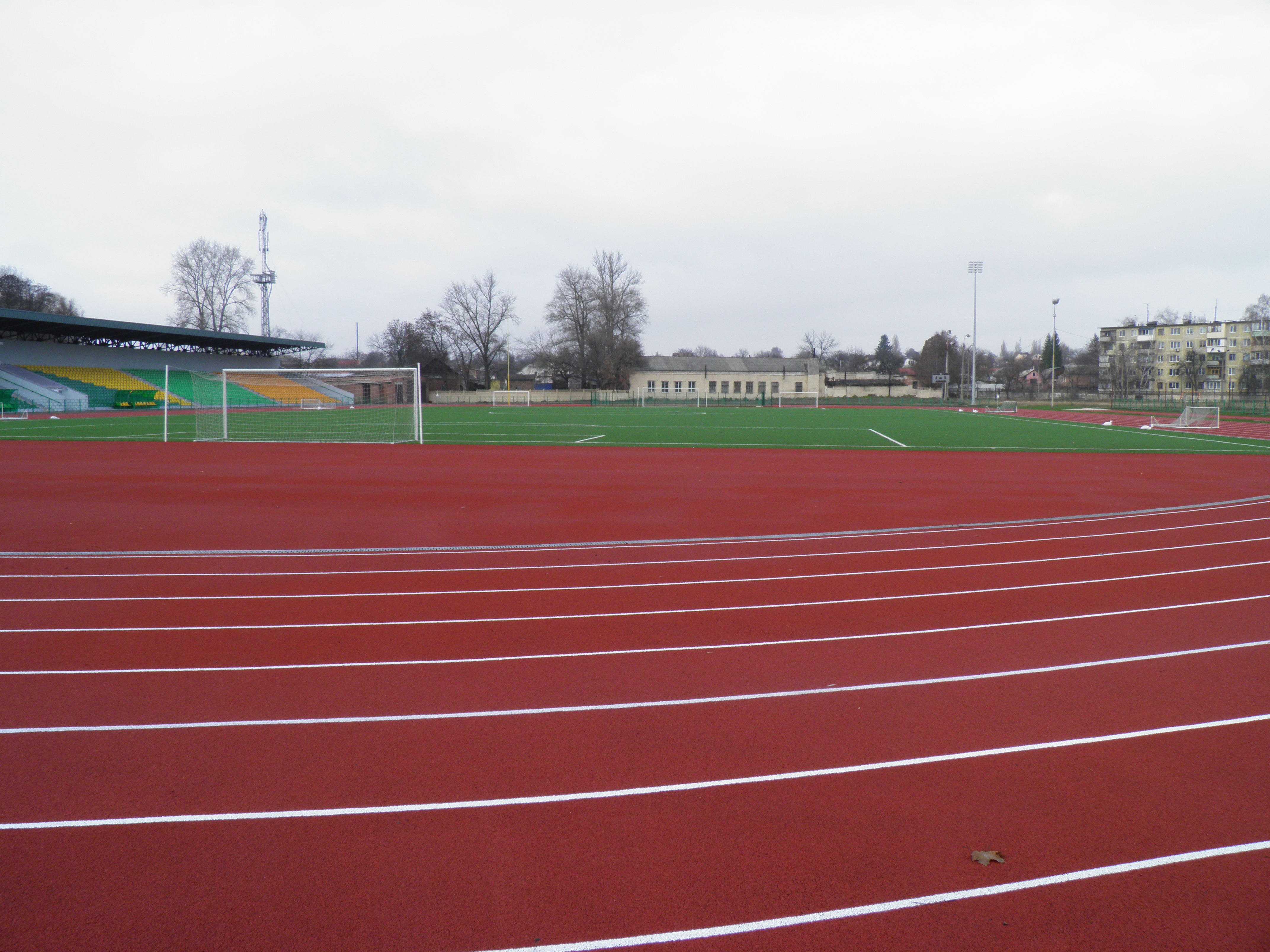
Вигляд на поле, легкоатлетичну доріжку та трибуни
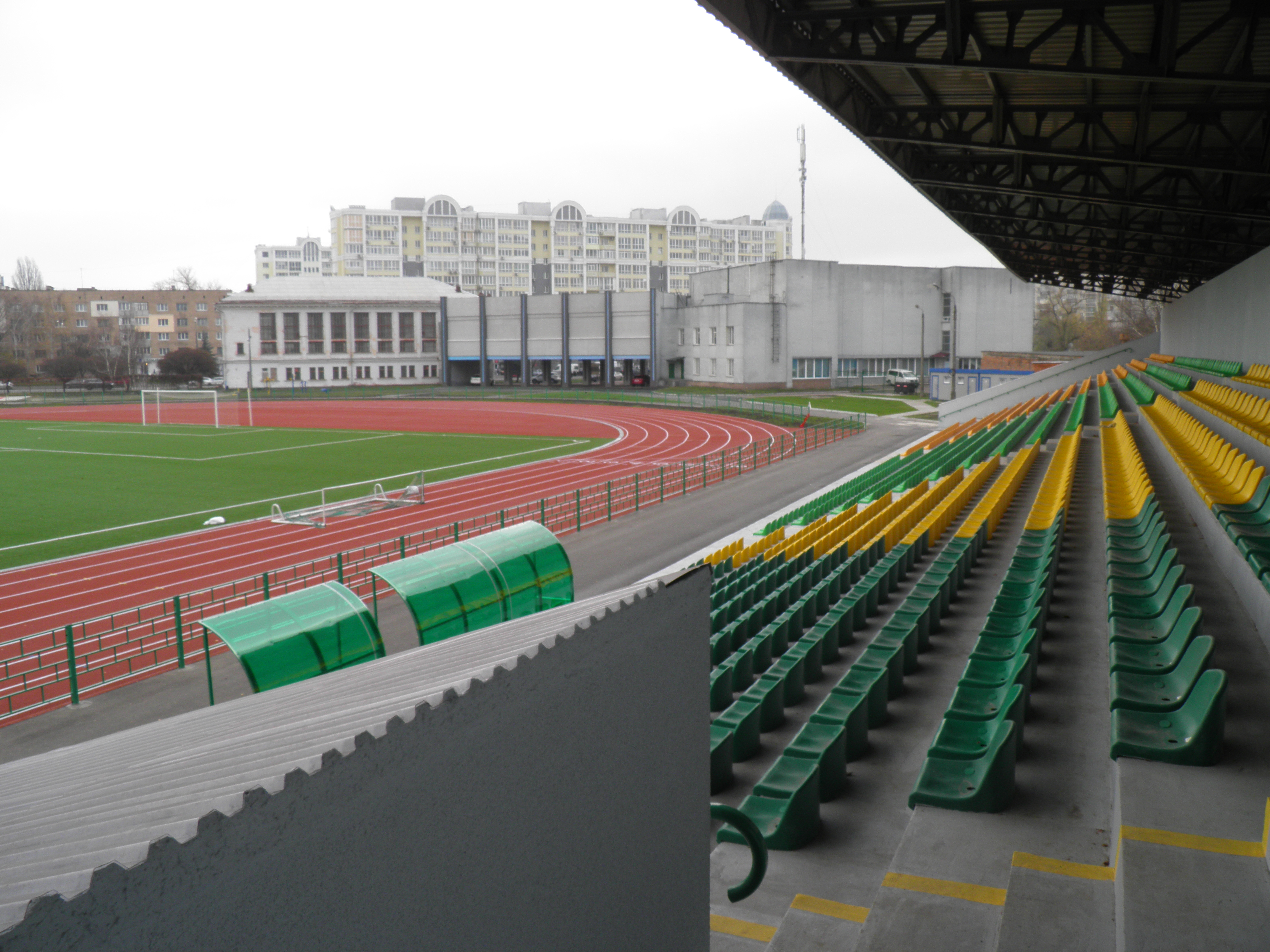
Вигляд на поле з трибун